# Äquidistanz (Geometrie)

Mittelsenkrechte, Winkelhalbierende und Parabel als Äquidistanz-Kurven

Ellipse und Hyperbel als Äquidistanz-Kurven

Äquidistanz-Kurven zweier Bezierkurven

Äquidistanz bezeichnet in der Geometrie die Eigenschaft von Punkten (der Ebene oder des Raums), die von zwei vorgegebenen geometrischen Objekten wie Punkten, Kurven oder Flächen den gleichen Abstand besitzen.
Dabei gilt:
(PP) Der Abstand eines Punktes {\displaystyle P:{\vec {p}}} zu einem Punkt {\displaystyle Q:{\vec {q}}} ist der euklidische Abstand {\displaystyle d(P,Q)=|{\vec {p}}-{\vec {q}}|}.
(PC) Der Abstand {\displaystyle d(P,c)} eines Punktes {\displaystyle P} zu einer Kurve {\displaystyle c} ist der kürzeste euklidische Abstand von {\displaystyle P} zu Punkten der Kurve {\displaystyle c}. Bei glatten Kurven ist dies die Länge des kürzesten Lotes von {\displaystyle P} auf die Kurve oder der Abstand zu einem Randpunkt.
Analog ist der Abstand zu einer Fläche definiert.
Beispiele:

a) Jeder Punkt der Mittelsenkrechten einer Strecke besitzt den gleichen Abstand zu den beiden Endpunkten der Strecke. 

b) Jeder Punkt der Winkelhalbierenden zweier sich schneidenden Geraden hat den gleichen Abstand zu den beiden Geraden. 

c) Jeder Punkt einer Parabel hat den gleichen Abstand zum Brennpunkt und zur Leitlinie.

d) Jeder Punkt einer Ellipse hat den gleichen Abstand zu einem Brennpunkt und zu einem Leitkreis.

e) Jeder Punkt einer Hyperbel hat den gleichen Abstand zu einem Brennpunkt und zu einem Leitkreis.
In der englischen Literatur werden Äquidistanz-Kurven/Flächen als bisector curves/surfaces bezeichnet.
Äquidistanz-Kurven und -Flächen sollte man nicht verwechseln mit Parallelkurven/-Flächen. Bei letzteren haben alle Punkte den gleichen Abstand zu einer Kurve/Fläche.

## Mathematische Beschreibung
Die nächstliegende Beschreibung einer Äquidistanz-Kurve verwendet die Distanzfunktion. In den obigen Beispielen ist die Distanzfunktion einfach: 

1) Abstand zweier Punkte im {\displaystyle \mathbb {R} ^{2}}: {\displaystyle d={\sqrt {(x_{1}-x_{2})^{2}+(y_{1}-y_{2})^{2}}}}.

2) Abstand eines Punktes von einer Gerade: s. HESSE-Normalform.

3) Abstand eines Punktes {\displaystyle (x,y)} von einem Kreis mit Mittelpunkt {\displaystyle (x_{0},y_{0})} und Radius {\displaystyle r}:
{\displaystyle d=|{\sqrt {(x-x_{0})^{2}+(y-y_{0})^{2}}}-r|}.
In allen anderen Fällen kann man keine einfache Beschreibung der Distanzfunktion und damit der Äquidistanz-Kurven/-Flächen angeben.
In der Literatur werden Sonderfälle untersucht, bei denen die Äquidistanz-Kurven wenigstens durch rationale Funktionen beschrieben werden können.
Wenn man auf numerische Verfahren angewiesen ist, ist es am Einfachsten eine Äquidistanz-Kurve als implizite Kurve bzw. implizite Fläche mit Hilfe von Distanzfunktionen zu beschreiben. Dabei verwendet man gegebenenfalls auch orientierte Distanzfunktionen, die die Seiten einer Kurve (in der Ebene) oder Fläche mit Hilfe des Vorzeichens unterscheiden.
Ebenes Beispiel: Es seien {\displaystyle d(x,y;c_{1}),d(x,y;c_{2})} die Distanzfunktionen zweier Bézierkurven {\displaystyle c_{1},c_{2}}. Ein Punkt {\displaystyle (x,y)} der zugehörigen Äquidistanz-Kurve genügt dann der Gleichung {\displaystyle d(x,y;c_{1})=d(x,y;c_{2})}. Also ist
- {\displaystyle d(x,y;c_{1})-d(x,y;c_{2})=0}

eine implizite Darstellung der Äquidistanz-Kurve. Um Punkte dieser impliziten Kurve berechnen zu können, muss man die Distanzfunktionen numerisch auswerten können. Geeignete Algorithmen hierfür werden in der Literatur zur Verfügung gestellt.
In analoger Weise beschreibt man auch im Raum Äquidistanz-Flächen. Die daran beteiligten Objekte können sowohl Punkte als auch Kurven und Flächen sein.
Beispiele im Raum:

Äquidistanz-Flächen zu 1) zwei windschiefen Geraden (links) und 2) einer Gerade und einer Helix

Äquidistanz-Fläche zu einer Bezierkurve und einer Bezierfläche

1) Für die windschiefen Geraden {\displaystyle g_{1}:y^{2}+z^{2}=0,\ g_{2}:x^{2}+(z-1)^{2}=0} ergibt sich als implizite Darstellung der Äquidistanz-Fläche zunächst {\displaystyle {\sqrt {y^{2}+z^{2}}}-{\sqrt {x^{2}+(z-1)^{2}}}=0}. Nach Beseitigen der Wurzeln lässt sich die Fläche durch die Gleichung
{\displaystyle z=(x^{2}-y^{2}+1)/2}

beschreiben. Sie ist also ein hyperbolisches Paraboloid (s. Bild).

2) Das nächste Bild zeigt die Äquidistanz-Fläche zu der Gerade {\displaystyle x^{2}+y^{2}=0} und der Helix (Schraublinie) {\displaystyle (\cos t,\sin t,0.5t)}.

3) Das letzte Bild zeigt die Äquidistanzfläche zu einer Bezierkurve und einer Bezierfläche.